# Franco Baggiani
Franco Baggiani (Florencia, 3 de julio de 1961) es un trompetista italiano.

## Biografía
Músico italiano, activo en la escena del jazz europeo desde los años 1980, Baggiani comenzó su formación de trompetista graduándose en la Escuela de Música de Fiesole, y siguió practicando en la academia de Siena Jazz. Baggiani ha dirigido varias formaciones a lo largo de los años, ambos pequeños combos y grandes bandas, y es un músico con un amplio repertorio, entre el hard bop y el funky, hasta el free y el electric jazz.
Composidor muy prolífico, Baggiani es autor de bandas sonoras para el teatro y de temas musicales para producciones de la televisión italiana.
Además de su actividad como músico, Baggiani también es conocido en Italia como profesor. Fundador y director de muchas Escuelas de Música, todavía sigue enseñando. 
Como realizador de Bandas Sonoras Ambientales, trabaja en colaboración con otras disciplinas artísticas a su composiciones instantáneas, pensadas como interacciones con los espacios arquitectónicos, en museos, galerías de arte, exposiciones temporales.
En su gira musical ha estado a menudo en España. En el verano de 2015 comenzó su series de conciertos en famosos festivales españoles, como Benicassim Jazz, en colaboración con el guitarrista Fernando Marco,sinergia artística que se ha renovado en todas las siguientes ediciones del Festival.
A lo largo de la temporada 2020/2022 dirigió en Florencia los festivales Jazz in fattoria y Experimental Sound.

## Discografía
- 1987 – In un altro presente (fonen) – Nadir
- 1988 – Fandango (fdn10u) – Fandango
- 1990 – Baalphagor (Gezzero) – Gezzero
- 1993 – Bandabardò (Piramid)
- 1994 – Rap'in jazz (Abis) – Young
- 1994 – Help Bosnia (Now) –
- 1994 – Mr.No  (Urban Funk) –
- 1995 –  Endosimbiosi    ( Urbanfunk ) –
- 1996 –  Live at Blue Velvet     – Dynamics
- 1998 –  Step One    ( Baggiani Coppini Chorus Quintet ) – Sound
- 1998 –  Soundgospeltrain    ( Black Skin ) – Sound
- 1998 –  In the whirlpool    ( Pen23 ) – W.W.F.
- 1999 –  Out of the door    ( Dune122 ) – L.i.n.
- 1999 –  Into the Blues    ( Sound Street Band ) – Sound
- 2000 –  W Tex    ( Urbanfunk ) – Sound
- 2001 –  Sassi vol.1    ( Andrea Coppini Italian Project ) – Sound
- 2001 –  Ritratto in versi    ( Franco Baggiani, Silvia Guidi ed Emiliano Cribari ) – Sound
- 2001 –  Tattoo     – Soundland
- 2002 –  Urbanfunk    ( Franco Baggiani & Urbanfunk ) –
- 2003 –  World Two    ( Antonio Gentile & Franco Baggiani ) – Sound
- 2003 –  Cinquide    ( Franco Baggiani & Urbanfunk ) – Sound Records
- 2004 –  Samhain    ( Nihil Project ) – U.d.U./Materiali Sonori
- 2005 –  I Feel Good    ( Sound Street Band ) – Sound Records
- 2006 –  Basin Street Blues    ( Sound Gospel Train ) – Sound Records
- 2007 –  Santur     – Sound Records
- 2008 –  Think     – Sound Records
- 2008 –  Clarinetto Solo     (Orchestra di fiati "Città di Firenze")  –  Sound Records
- 2009 –  My Way Through The Jungle     – Sound Records
- 2010 –  Smooth     – Sound Records
- 2010 –  Mexican Job Project     – Sound Records
- 2012 –  Florentine Sessions     – Sound Records
- 2013 –  The Dead City     – Sound Records
- 2014 –  Memories of Always     – Sound Records
- 2015 –  Divergent Directions     – Sound Records
- 2017 –  Mechanical Visions     – Sound Records
- 2017 –  Preciso    ( Fernando Marco ) – Blau Records
- 2020 –  Appunti sul '900   (tromba sola) – Sound Records
- 2022 –  As you want   (Escher quintet) –  Sound Records